# Всесвятское (Тверская область)
Всесвятское — деревня в Удомельском городском округе Тверской области.

## География
Деревня находится в северной части Тверской области на расстоянии приблизительно 14 км на восток-юго-восток по прямой от железнодорожного вокзала города Удомля на правом берегу речки Менглич.

## История
Известна с начала XIX века как имение одного из помещиков семьи Милюковых. В 1886 году Всесвятское — сельцо. На усадьбе было 4 жилых и 12 нежилых построек. В сельце проживало 2 крестьянские семьи. Дворов (хозяйств) в ней было 1 (1859 год), 13 (1961), 12 (1986), 3 (1999). В советское время работали колхозы «Гремуха», «Призыв Сталина» и совхоз «Еремковский». До 2015 года входила в состав Еремковского сельского поселения до упразднения последнего. С 2015 года в составе Удомельского городского округа.

## Население
Численность населения: 14(1859 год), 59 (1961), 12 (1986), 6 (русские 100 %) в 2002 году, 8 в 2010.